# Alojz Rebula

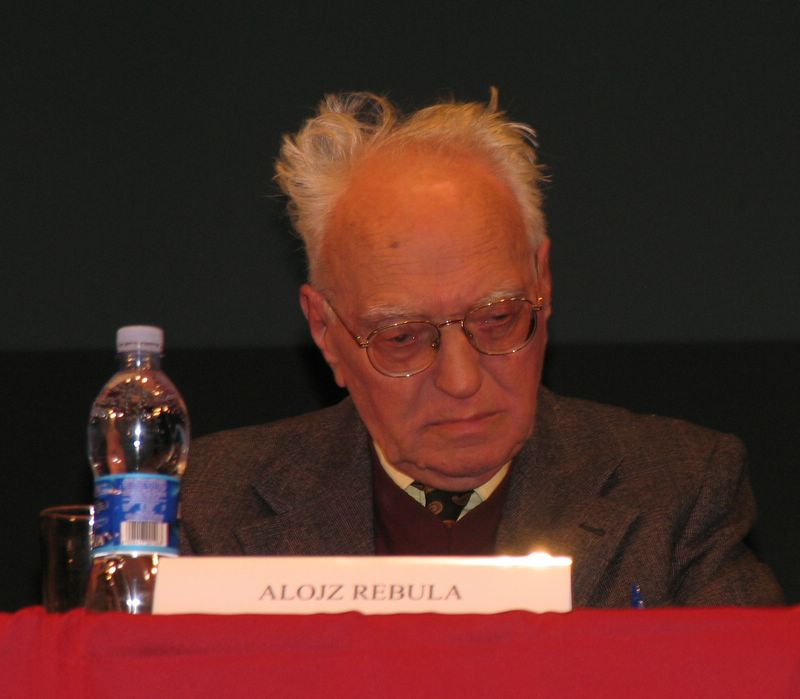
Alojz Rebula (2007)

Alojz Rebula (* 21. Juli 1924 in San Pelagio (slow. Šempolaj), Italien, heute Gemeinde Duino-Aurisina, bei Triest; † 23. Oktober 2018 in Topolšica, Gemeinde Šoštanj, Slowenien) war ein slowenischsprachiger italienischer Schriftsteller, Übersetzer ins Italienische aus dem Lateinischen und Griechischen.

## Leben
Rebula besuchte das Gymnasium in Görz und Udine, studierte Klassische Philologie in Ljubljana (Laibach) und schrieb 1960 seine Dissertation in Rom über slowenische Übersetzungen von Dantes „Göttlicher Komödie“. Er war Lehrer für Latein und Griechisch am slowenischen Lyzeum „France Prešeren“ in Triest und Mitredakteur bei den Triestiner slowenischen Literaturzeitschriften Sidro, Tokovi und Most sowie der Kärntner slowenischen Zeitschrift Celovški Zvon und deren Nachfolgerzeitschrift Zvon, in der er sein Tagebuch veröffentlichte. Nach dem Studium fand er den Weg zum katholischen Glauben und war als Denker, Autor und Vortragender in Triest, in Slowenien und in Kärnten tätig.
Sein Denken wurzelte im Werk des französischen Philosophen Jacques Maritain, den er in zwei Büchern präsentierte. Politisch engagierte er sich besonders im Fall Kocbek, als er 1975 mit seinem Triestiner Kollegen Boris Pahor das „Himmelblaue Büchlein“ über und mit Edvard Kocbek in Triest herausgab, was in Slowenien einen heftigen politischen Wirbel auslöste.
Für sein dichterisches Werk bekam er den höchsten Nationalpreis für Kunst Prešernova nagrada und für den Roman Nokturno za Primorsko (Nocturno für das Küstenland) den höchsten Prosapreis „Kresnik“ (2005). Rebula war Mitglied der Slowenischen Akademie der Wissenschaften und der schönen Künste und der Päpstlichen Akademie in Rom.
Bis zur Pensionierung lebte er mit seiner Frau Zora Tavčar (selbst Schriftstellerin und Übersetzerin) und seiner Tochter Alenka (ebenso Schriftstellerin) in Opicina/Opčine, einem nördlich gelegenen Vorort von Triest, seither bis zu seinem Tod im Jahr 2018 in Loka pri Zidanem mostu in Slowenien.
2012 erhielt Alojz Rebula den Literaturpreis Premio Mario Rigoni Stern.

## Werke
- Von 1954 bis 1960 Geschichten und Novellen; Senčni ples (Roman, 1960).
- V Sibilinem vetru (Roman über die Zeit M. Aurels, 1968).
- Gorje zelenemu drevesu (Tagebuch, 1977).
- Divji golob (Roman über einen jungen Priester im Tito-Slowenien, 1972).
- Snegovi Edena (Novellen, 1977).
- Zeleno izgnanstvo (Roman über Enea Piccolomini, 1981).
- Oblaki Michigana (Tagebuch aus USA, 1985).
- Vrt bogov (Tagebuch aus Colorado, 1986).
- Jutri čez Jordan (Roman über den Auszug der Israeliten aus Ägypten als Allegorie für Kommunismus in Slowenien (1988)).
- Mahranata (Roman aus dem Mittelalter, 2002).
- Nokturno za Primorsko (Roman aus dem Küstenland über die Zeit des Faschismus und Kommunismus, 2004).
- Koraki apostolskih sandal (Tagebuch von der Synode in Rom 1991, 1993).
- Kačja roža (Roman, 1994).
- Cesta s cipreso (Roman, 1998).
- Jutranjice za Slovenijo (Roman, 2000)
- Smer Nova Zemlja (christliche Essayistik, 1972).
- Intervjuji o prihajajočem (Phantasieinterviews mit Zeitgenossen Christi über ihn, 2002).
- Biographien über Slomšek, Baraga, Maritain, Ukmar (italienisch u. slowenisch).

In deutscher Übersetzung erschien:
- Abschied im Wermutjahr, Klagenfurt, Hermagoras, 1998.
- Nocturno für das Küstenland, Klagenfurt, Kitab-Verlag 2006